# مجموعة مكسيكو
مجموعة مكسيكو Mexico Set هي رواية جاسوسية للروائي الإنجليزي لين ديتون كتبها عام 1984. هي ثاني رواية من ثلاثية حول شخصية برنارد سامسون، وهو عميل مخابرات بريطاني.
تستأنف الرواية أحداث الرواية التي سبقتها وهي «لعبة برلين»، فيتم الكشف عن ان زوجة برنارد سامسون وهي فيونا عميلة مزدوجة لصالح المخابرات السوفييتية.